# Babylone (province)
Pour les articles homonymes, voir Babylone (homonymie), Babil et Babel.
La province de Babylone, aussi appelée Bâbil ou Babel, est une des 19 provinces d'Irak. Elle est nommée ainsi car c'est sur son territoire que se trouvent les ruines de la ville de Babylone / Babel. 
La capitale de cette province est la ville de Hilla. Avant 1971, la province s'appelait province de Hilla.

## Géographie

### Districts
| District     |          | Capitale     |          |
| ------------ | -------- | ------------ | -------- |
| Hilla        | الحلة    | Hilla        | الحلة    |
| Al-Mahawil   | المحاويل | Al-Mahawil   | المحاويل |
| Al-Hachimiya | الهاشمية | Al-Hachimiya | الهاشمية |
| Al-Musayab   | المسيب   | Al-Musayab   | المسيب   |

## Population
En 2021, le gouvernement irakien évalue la population de la province à 2 231 136 habitants, répartis de manière égale entre populations urbaine et rurale. La majorité sont des Arabes chiites, avec une minorité sunnite. 